# Tierra de reyes
Tierra de reyes es una telenovela estadounidense producida por Telemundo Studios, para Telemundo en 2014. Es otra adaptación de la telenovela colombiana de 1994 Las aguas mansas, escrita por Julio Jiménez.
Protagonizada por Ana Lorena Sánchez, Aarón Díaz, Kimberly Dos Ramos, Gonzalo García Vivanco, Scarlet Gruber y Christian de la Campa; y con las participaciones antagónicas de Sonya Smith, Fabián Ríos, Cynthia Olavarría, Ricardo Kleinbaum y Dad Dáger. Cuenta además con las actuaciones estelares de Adriana Lavat, Daniela Navarro, Eduardo Victoria, Isabella Castillo y el primer actor Joaquín Garrido.

## Sinopsis
Cuando los hermanos Gallardo, Arturo (Aarón Díaz), Flavio (Gonzalo García Vivanco) y Samuel (Christian de la Campa), se enteran de que su hermana menor Alma (Isabella Castillo) mantiene una relación con Ignacio del Junco (Ricardo Chávez), un hombre mucho mayor que ella, intentan separarlos a toda costa, sin embargo todo acaba abruptamente cuando Ignacio muere en extrañas circunstancias. 
Alma, desesperada ya que espera un hijo suyo, se dirige hacia el velorio del hombre que ama y es ahí cuando se entera de que este no estaba separado, como le había hecho creer, sino que sigue casado con Cayetana Belmonte (Sonya Smith), una mujer altanera, poderosa y avasallante, quien la humilla en frente de sus hijas, Sofía (Ana Lorena Sánchez), la hermosa veterinaria del rancho de su familia, Irina (Kimberly Dos Ramos), una alocada y divertida joven, y Andrea (Scarlet Gruber), seria y distinguida como su madre, de su inescrupuloso yerno Leonardo Montalvo (Fabián Ríos), su anciano padre don Felipe (Joaquín Garrido) y el personal de servicio. 
A la mañana siguiente, encuentran a Alma (Isabella Castillo) muerta a la orilla de un río donde supuestamente se cree que se quitó la vida pero al final se descubre que fue asesinada. Los hermanos Gallardo, destrozados y convencidos de que su hermana jamás habría tomado tan drástica decisión, juran venganza contra la familia del Junco. Con la ayuda de la misteriosa ama de llaves Soledad (Adriana Lavat), quien guarda un antiguo rencor por su patrona, se infiltran en el rancho del Junco Belmonte como los obreros que realizaran la construcción de la casa de Sofía y Leonardo, mientras ocultan su apellido y planean su revancha. Sin embargo, la vida da muchas vueltas y estos hermanos no solo descubrirán que no toda la familia del Junco es mala, sino que también quedarán atrapados por su propia venganza, enamorándose perdidamente de las hermanas del Junco. Ahora, los tres hermanos y las tres hermanas tendrán que defender su amor y vencer a todos los pérfidos personajes que se interpondrán en su camino empezando por el sanguinario Leonardo Montalvo, pero sobre todo, tendrán que decidir que es lo más importante, el mutuo odio de estas familias irreconciliables o el amor que ha nacido entre ellos y sus rivales. Estas familias se unirán y dejaran el orgullo a un lado ya que los hermanos Gallardo se enamoraran perdidamente de las hermanas del Junco y ellas de ellos. Las tierras del Junco y Gallardo se unirán para siempre formando una Tierra de Reyes.

## Elenco
- Ana Lorena Sánchez como Sofía Del Junco Belmonte de Montalvo / de Gallardo.
- Aarón Díaz como Arturo Rey Gallardo León.
- Kimberly Dos Ramos como Irina Del Junco Belmonte de Gallardo.
- Gonzalo García Vivanco como Flavio Rey Gallardo León.
- Scarlet Gruber como Andrea Del Junco Belmonte de Gallardo.
- Christian de la Campa como Samuel Rey Gallardo León.
- Sonya Smith como Cayetana Belmonte vda. de Del Junco / de Montalvo.
- Fabián Ríos como Leonardo Montalvo.
- Daniela Navarro como Patricia Rubio de Matamoros.
- Cynthia Olavarría como Isadora Valverde Montenegro.[3]
- Omar Germenos como Emilio Valverde.
- Adriana Lavat como Soledad Flores de Gallardo.
- Eduardo Victoria como Néstor Fernández.
- Joaquín Garrido como Don Felipe Belmonte.
- Isabella Castillo como Alma Reina Gallardo León / Verónica Saldívar Luján / Verónica Gallardo Flores de Martínez.
- Diana Quijano como Beatriz Alcázar De la Fuente "La Nena".
- Ricardo Kleinbaum como Ulises Matamoros.
- Dad Dáger como Miranda Luján vda. de Saldívar.
- Alberich Bormann como Darío Luján.
- Roberto Plantier como Horacio  Luján.
- Gabriel Rossi como Pablo Martínez.
- Ricardo Chávez como Ignacio Del Junco. †
- Guillermo Quintanilla como José Antonio Gallardo.
- Gloria Mayo como Juana Ramírez vda. de Crespo.
- José Ramón Blanch como Roger Molina.
- Francisco Porras como Eleazar Jurado.
- Fabián Pizzorno como Octavio Saldívar.
- Jessica Cerezo como Brigitte Losada.
- Sol Rodríguez como Lucía Crespo.
- Kary Musa como Candela Ríos.
- Julio Ocampo como Tomás Crespo Ramírez.
- Orlando Miguel como Jack Malkovich / Vicente Muñoz.
- Fernando Pacanins como John Nicholson / Carlos Acosta.
- Virginia Loreto como Nieves Blanco.
- Giovanna del Portillo como Rocío Méndez.
- Carmen Olivares como Matilde García.
- Rodrigo Aragón como Mauricio Cabrera.
- Bárbara Garófalo como Linda Valverde.
- Marisa del Portillo como Julia Montenegro de Valverde.
- Cecilia Melman como Teresa León de Gallardo.
- Damian Pastrana como Gustavo Méndez.
- Federico Díaz como Gregorio Jiménez.
- Omar Nassar como Edward J. Fox.
- Karolina Pulgar como Inés Perdomo.
- Ernesto Faxas como Abogado Ruíz.
- Pablo Quaglia como Bianchini.
- Macarena Oz como Andrea Del Junco Belmonte (niña).
- Ana Sofía como Irina Del Junco Belmonte (niña).
- Joanna Hernández como Sofía Del Junco Belmonte (niña).

## Premios y nominaciones
| Año  | Premio            | Categoría                                  | Candidato                                   | Resultado |
| ---- | ----------------- | ------------------------------------------ | ------------------------------------------- | --------- |
| 2015 | Miami Life Awards | Mejor actriz joven de telenovela           | Kimberly Dos Ramos                          | Ganadora  |
| 2015 | Miami Life Awards | Mejor actor joven de telenovela            | Gonzalo García Vivanco                      | Ganador   |
| 2015 | Miami Life Awards | Mejor actriz de villana de telenovela      | Sonya Smith                                 | Ganadora  |
| 2015 | Miami Life Awards | Mejor actor de villano de telenovela       | Fabián Ríos                                 | Nominado  |
| 2015 | Miami Life Awards | Mejor actuación con doble papel            | Isabella Castillo                           | Ganadora  |
| 2015 | Miami Life Awards | Mejor actriz de reparto de telenovela      | Adriana Lavat                               | Nominada  |
| 2015 | Miami Life Awards | Mejor actor de reparto de telenovela       | Omar Germenos                               | Nominado  |
| 2015 | Miami Life Awards | Mejor primera actriz de telenovela         | Diana Quijano                               | Nominada  |
| 2015 | Miami Life Awards | Mejor primer actor de telenovela           | Ricardo Kleimbaun                           | Nominado  |
| 2015 | Miami Life Awards | Mejor protagonista masculino de telenovela | Aarón Díaz                                  | Nominado  |
| 2015 | Miami Life Awards | Mejor telenovela                           | Tierra de reyes                             | Nominada  |
| 2015 | Premios Tu Mundo  | Novela del año                             | Tierra de reyes                             | Ganadora  |
| 2015 | Premios Tu Mundo  | Protagonista favorito, novela              | Aarón Díaz                                  | Nominado  |
| 2015 | Premios Tu Mundo  | Protagonista favorito, novela              | Gonzalo García Vivanco                      | Nominado  |
| 2015 | Premios Tu Mundo  | Protagonista favorito, novela              | Christian de la Campa                       | Ganador   |
| 2015 | Premios Tu Mundo  | Protagonista favorita, novela              | Ana Lorena Sánchez                          | Nominada  |
| 2015 | Premios Tu Mundo  | Protagonista favorita, novela              | Kimberly Dos Ramos                          | Nominada  |
| 2015 | Premios Tu Mundo  | Protagonista favorita, novela              | Scarlet Gruber                              | Ganadora  |
| 2015 | Premios Tu Mundo  | El malo más bueno, novela                  | Omar Germenos                               | Nominado  |
| 2015 | Premios Tu Mundo  | El malo más bueno, novela                  | Fabián Ríos                                 | Ganador   |
| 2015 | Premios Tu Mundo  | La mala más buena, novela                  | Sonya Smith                                 | Nominada  |
| 2015 | Premios Tu Mundo  | La mala más buena, novela                  | Cynthia Olavarría                           | Ganadora  |
| 2015 | Premios Tu Mundo  | Mejor actriz de reparto, novela            | Adriana Lavat                               | Nominada  |
| 2015 | Premios Tu Mundo  | Mejor actriz de reparto, novela            | Daniela Navarro                             | Ganadora  |
| 2015 | Premios Tu Mundo  | Mejor actor de reparto, novela             | Fabián Ríos                                 | Ganador   |
| 2015 | Premios Tu Mundo  | La pareja perfecta                         | Ana Lorena Sánchez y Aarón Díaz             | Nominados |
| 2015 | Premios Tu Mundo  | La pareja perfecta                         | Kimberly Dos Ramos y Gonzalo García Vivanco | Nominados |
| 2015 | Premios Tu Mundo  | La pareja perfecta                         | Scarlet Gruber y Christian de la Campa      | Ganadores |
| 2015 | Premios Tu Mundo  | Soy sexy and I know it                     | Gonzalo García Vivanco                      | Ganador   |
| 2015 | Premios Tu Mundo  | Soy sexy and I know it                     | Kimberly Dos Ramos                          | Nominada  |

## Versiones
- Las aguas mansas (1994)producción de RTI Televisión (Colombia). Protagonizada por Juan Carlos Gutiérrez, Juan Sebastián Aragón y Luigi Aycardi como los hermanos Reyes y están Margarita Ortega Cadavid, Fabiana Medina y Patricia Maldonado como las hermanas Elizondo.
- Pasión de gavilanes (2003)producción de RTI Televisión, Caracol Televisión y Telemundo. Protagonizada por Mario Cimarro, Juan Alfonso Baptista y Michel Brown como los hermanos Reyes. Están Danna García, Paola Rey y Natasha Klauss como las hermanas Elizondo.
- Fuego en la sangre (2008)producción de Televisa (México). Protagonizada por Eduardo Yáñez, Jorge Salinas y Pablo Montero como los hermanos Reyes y también están Adela Noriega, Elizabeth Álvarez y Nora Salinas como las hermanas Elizondo.
- Gavilanes (2010)producción de Gestmusic Endemol (España). Protagonizada por Rodolfo Sancho, Roger Berruezo y Alejandro Albarracín como los hermanos Reyes y también Claudia Bassols, Diana Palazón y Alicia Sanz como las hermanas Elizondo.
- Pasión de Amor (2015)producción de ABS-CBN (Filipinas). Protagonizada por Jake Cuenca, Ejay Falcón y Joseph Marco como los hermanos Samonte por otro lado Arci Muñoz, Ellen Adarna y Coleen García como las hermanas Elizondo.